# Neoclassicisme (muziek)

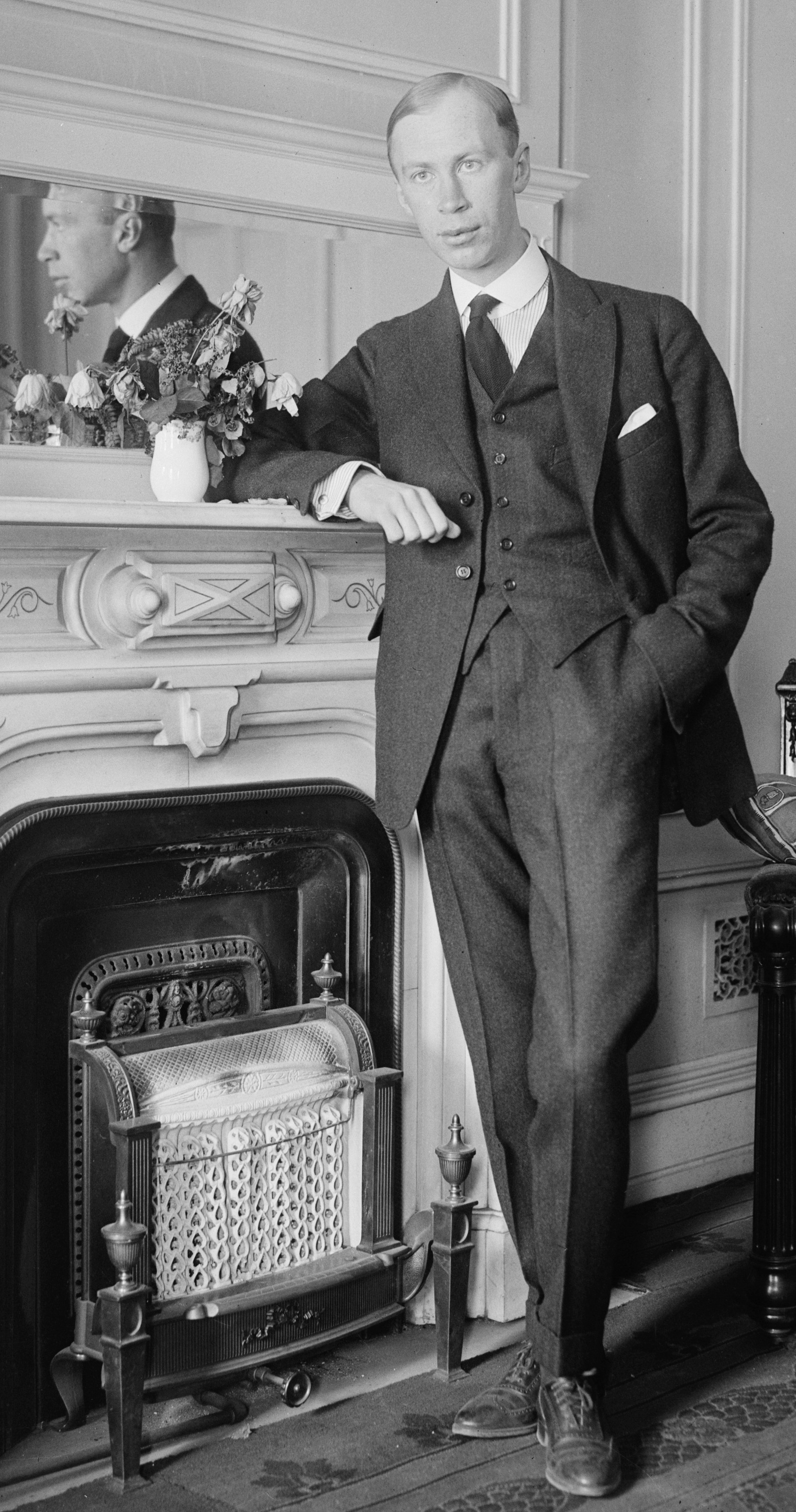
Sergej Prokofjev in de periode waarin hij de Klassieke symfonie schreef

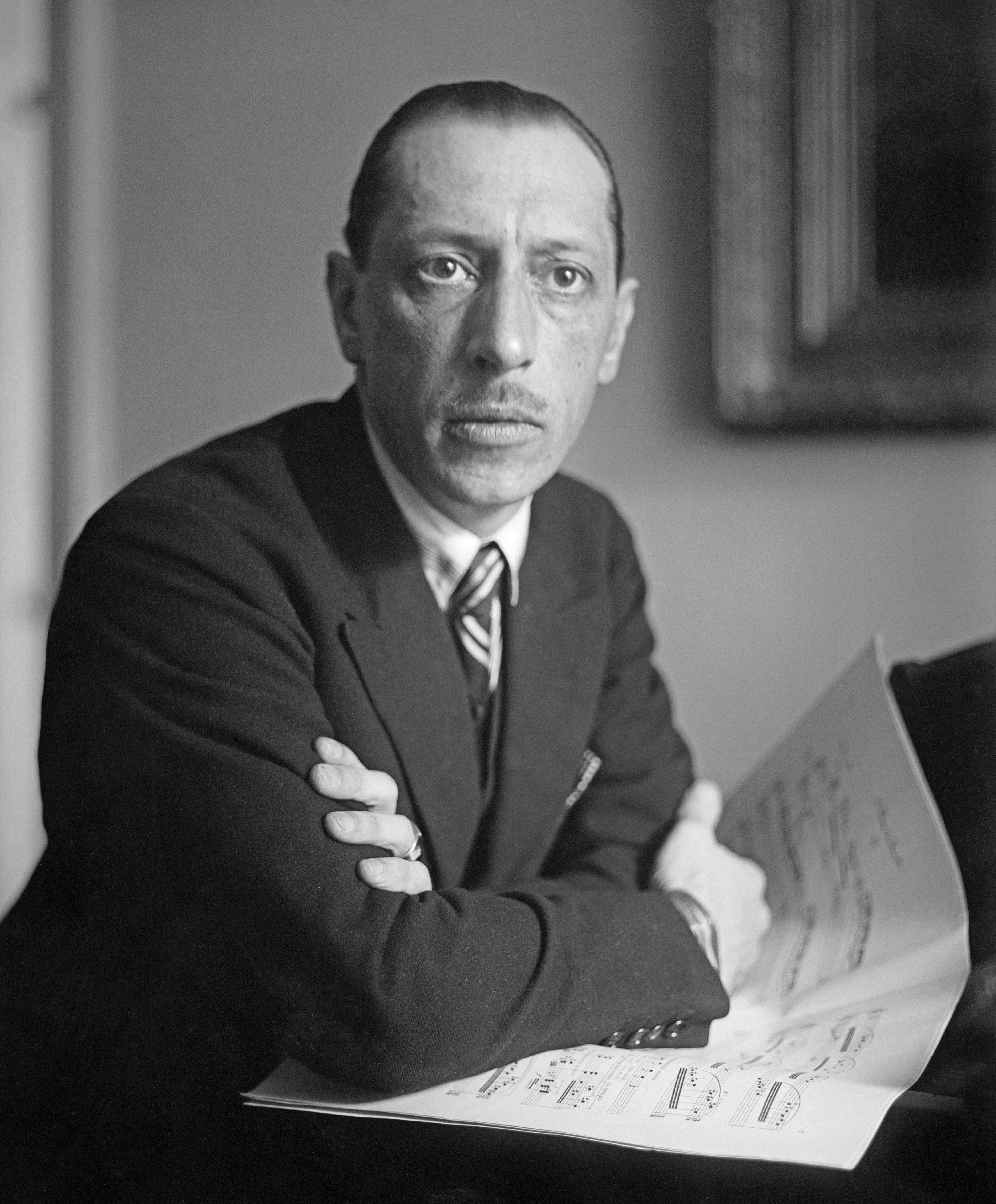
Igor Stravinsky in de jaren twintig

Neoclassicisme is een stroming in de klassieke muziek uit de 20e eeuw die teruggaat tot de voorbeelden van de componisten van de klassieke periode (onder wie Joseph Haydn en Wolfgang Amadeus Mozart) en de barokmuziek (onder wie Giovanni Battista Pergolesi en Johann Sebastian Bach). Het gaat hierbij dus niet, zoals bij het neoclassicisme in de beeldende kunst, om een teruggrijpen op de muziek van de Oudheid, maar om de elementen orde, evenwicht, helderheid, spaarzaamheid en emotionele terughoudendheid waardoor de 18e-eeuwse muzikale vormentaal gekenmerkt wordt. 

## Ontstaan
Als reactie op de laatromantische muziek en ook op de impressionistische muziek, waarin de klassieke vormleer veelal was losgelaten, grepen jonge componisten terug op de oude vormschema's. Het betekende niet een onverkort teruggaan naar de stijl uit de tijd van Haydn of Mozart, want op harmonisch gebied maakten zij wel degelijk gebruik van de verworvenheden van hun eigen tijd, met uitzondering van atonaliteit. Het voorvoegsel "neo" (Oudgrieks voor "nieuw") impliceert dan ook een samengaan van klassieke met nieuwe elementen. De ontwikkelingen in de eigentijdse muziek werden niet losgelaten, maar de vorm werd gebaseerd op de oudere traditie.

## Voorbeelden
19e-eeuwse componisten als Edvard Grieg (Suite "in de oude stijl" Fra Holbergs tid, 1884-85), Vincent d'Indy (Suite dans le style ancien, 1886) en Pjotr Iljitsj Tsjaikovski (de Rococovariaties voor cello en kamerorkest, 1876, en de Suite nr. 4, Mozartiana, 1887) hadden al muziek geschreven in een quasi 18e-eeuws jasje, maar de term neoklassiek is toch gereserveerd voor muziek van 20e-eeuwse componisten. Voor hen was het neoclassicisme, dat vooral bloeide in het interbellum, veelal een fase in hun ontwikkeling - er is vrijwel geen componist die uitsluitend neoklassieke werken op zijn naam heeft, met misschien Jean Françaix als uitzondering. Maurice Ravel met Le tombeau de Couperin en Sergej Prokofjev met de Eerste symfonie (beide werken voltooid in 1917) fungeerden in de periode van de Eerste Wereldoorlog als pioniers van het genre. Prokofjev, die zijn symfonie zelf De Klassieke doopte, zei: "Het is een symfonie, geschreven door Joseph Haydn, maar wel in de 20e eeuw". Na deze symfonie, die al in 1909 was voorafgegaan door een Sinfonietta met een vergelijkbare stijl en opzet, sloeg Prokofjev andere, meer experimentele wegen in.
Igor Stravinsky is de bekendste neoclassieke componist. Hij stapte na zijn eerste baanbrekende werken vrij radicaal over op het neoclassicisme. Het eerste werk in dit genre is zijn ballet Pulcinella (1919-1920), dat hij baseerde op melodieën die direct ontleend waren aan Commedia dell'arte-balletmuziek van onder anderen Pergolesi. Veel van Stravinsky's belangrijke werken uit de periode 1920-1950 zijn neoklassiek qua structuur, balans en emotionele terughouding en refereren aan Bach of Mozart, zoals het Octet, het Concert voor piano en blazers, het Dumbarton Oaks Concerto en de opera The Rake's Progress. Stravinsky's neoclassicisme had een directe invloed op andere in Frankrijk werkende componisten, onder wie Darius Milhaud, Bohuslav Martinů en Francis Poulenc, wiens Trio voor hobo, fagot en piano (1926) duidelijk aanknoopt bij Mozart. De Duitse componist Paul Hindemith ging neoklassiek componeren na een experimentele, expressionistische periode. Hindemith schreef sterk contrapuntische werken, zoals Mathis der Maler, de Symfonische Metamorfosen en de op Bach geïnspireerde Ludus Tonalis. Zijn Kammermusik (1922-27) bestaat uit zeven concerten voor verschillende bezettingen, naar het voorbeeld van de Brandenburgse Concerten van Bach. In de jaren vijftig nam de muziekstroming geleidelijk in betekenis af en bekeerden veel componisten zich tot de atonale toonsystemen van het serialisme. In het ballet Agon (1957) paste Stravinsky de neoklassieke stijl toe met seriële middelen.

## 21e eeuw
In de 21e eeuw vindt een betekenisverschuiving plaats en wordt de benaming "neoklassiek" ook wel gebruikt voor new age,  "nieuwe klassieke muziek", die ten doel heeft de luisteraar met instrumentale en vocale melodieën tot ontspanning, introspectie en/of meditatie te brengen. In deze kalmerende, atmosferische muziekstijl, die ook vaak als filmmuziek en achtergrondmuziek toepassing vindt, worden elementen verwerkt van pop, rock, folk, jazz, wereldmuziek, minimal music, elektronische muziek, easy listening en klassieke muziek. De eclectische samensmelting van uiteenlopende genres en stijlen laat zich moeilijk in een passende benaming vangen, waarbij de vraag is gesteld in hoeverre dit tot de klassieke muziek behoort. Daarom wordt deze vorm van postmoderne muziek wel aangeduid met het overkoepelende begrip "neoklassiek", waartoe componisten als Ludovico Einaudi, Max Richter, Michael Nyman en Joep Beving gerekend worden. Andere bekende namen zijn Nils Frahm en Hania Rani. Bij de toekenning van de Edisons Klassiek in Nederland is voor dit genre een eigen categorie "Neoklassiek" in het leven geroepen.
Er is in uitgangspunten en muzikaal resultaat weinig verband met de neoklassieke werken van Stravinsky en anderen van een eeuw eerder. Wel zijn er enige overeenkomsten met de opvattingen van Erik Satie over "musique d'ameublement", oftewel muziek die niets anders is dan decor. Daarbij bestaat de muziek volgens Satie slechts uit klankachtergrond, die uitsluitend oppervlakkig - of überhaupt niet - wordt waargenomen en die alleen tot doel heeft sfeer op te roepen. Een verschil met de 21e-eeuwse "neoklassieke" muziek is dat Satie een tegenstander was van zowel romantische als impressionistische doelstellingen en uitingsvormen in de muziek.